# Englandsfarare
Englandsfarare (norska: Englandsfarere) är en norsk film från 1946, regisserad av Toralf Sandø. Manuset är skrivet av Sandø och Victor Borg, baserat på Sigurd Evensmos roman med samma namn.
Filmen kom ut strax efter andra världskrigets slut, och skildrar några dödsdömda motståndskämpars fängelsetillvaro på det tyska interneringslägret Grini i Bærums kommun utanför Oslo.

## Rollista
- Knut Wigert – Harald Silju
- Jørn Ording – Arild Jørn
- Ola Isene – Peder
- Elisabeth Bang – Hilde, sykepleierske
- Ingeborg Cook – Torild
- Sigurd Magnussøn – Skipperen
- Johannes Eckhoff – Bjørn Hjelm
- Per Skift – Arnfinn
- Claus Wiese – Normann
- Bjarne Larsen – Jonas
- Gudmund Vold – Knut, skipperens sønn
- Pål Skjønberg – Torbjørn Dalsberg
- Gunnar Jakobsen – Torkild
- Kåre Wicklund – Espen Stordalen
- Per Røtvold – Knotten
- Harald Aimarsen – Josef
- Kåre Johansen – Tønnes
- Erik Løchen – Eivind
- Lydia Opøien – Johanne Volden
- Elsa Sandø – Mor til Bjørn Hjelm
- Oscar Egede-Nissen – Cramer
- Helge Essmar – Mörner
- Stevelin Urdahl – Drømmeren
- Kristen Dahl – Suggen, fangevokteren
- Karl Eilert Wiik – Kommandanten på Grini
- Leif Enger – Jacob Vollen
- Thorleif Reiss – Advokaten
- Finn Mehlum – Femtemann
- Per Sunderland – Den navnløse
- Øivind Berne – Tysk vaktsjef
- Knut M. Hansson – Gustav Karlsen
- Arne Christian Magnussen – Den sivile
- Knut Thomassen – NS-politimann
- Roy Bjørnstad – Arne
- Rolf Paulsen – Bernt
- Vilhelm Lund – Ingeniør Hamar
- William Nyrén – Heydner
- Torbjørn Narvestad – Crause
- Einar Rudaa – Drosjesjåføren